# Misumenops robustus
Misumenops robustus là một loài nhện trong họ Thomisidae.
Loài này thuộc chi Misumenops. Misumenops robustus được Eugène Simon miêu tả năm 1929.